# Humphrey Carpenter
Pour les articles homonymes, voir Carpenter.
Humphrey William Bouverie Carpenter, né le 29 avril 1946 à Oxford et mort le 4 janvier 2005 dans la même ville, est un biographe et un auteur de livres pour enfants britannique.

## Biographie
Après des études à Oxford, Carpenter donne des cours sur la littérature et la langue anglaises au Keble College. C'est là qu'il rencontre à plusieurs reprises J. R. R. Tolkien. 
Pendant un certain temps, Carpenter travaille pour une émission de radio de la BBC jusqu'à ce qu'il se mette à travailler à une biographie autorisée de Tolkien. Celle-ci paraît en 1977 sous le titre J.R.R. Tolkien – A Biography. Il publie par ailleurs une sélection de lettres de Tolkien.
Par la suite, Carpenter rédige d'autres biographies parmi lesquelles celle de W. H. Auden (1981), d'Ezra Pound (1988), de Benjamin Britten (1992), de Robert Runcie (1997), de Spike Milligan (2004) et des Inklings. Pour cette dernière, une biographie groupée des membres des Inklings (J. R. R. Tolkien, C. S. Lewis et ses amis), Carpenter reçoit le prix Somerset-Maugham.
Carpenter publie également plusieurs livres pour enfants parmi lesquels la série des Mr. Majeica et en 1984 le Oxford Companion to Children’s Literature, mais également des pièces de théâtre, des pièces radiophoniques. Carpenter a été un talentueux musicien de jazz jouant dans son propre groupe, le Vile Bodies.
Carpenter, qui souffre de la maladie de Parkinson, meurt le 4 janvier 2005 dans sa maison à Oxford d'une attaque cardiaque.

## Œuvres (sélection)
- 1977 – J.R.R. Tolkien : A biography
- 1978 – The Inklings: C.S. Lewis, J.R.R. Tolkien, Charles Williams and Their Friends
- 1981 – The Letters of J.R.R. Tolkien, en français Lettres